# Bioče
Bioče (en serbe cyrillique: Биоче) est un village de l'est du Monténégro, dans la municipalité de Podgorica.

## Démographie

### Évolution historique de la population
| 1948 | 1953 | 1961 | 1971 | 1981 | 1991 | 2003 |
| ---- | ---- | ---- | ---- | ---- | ---- | ---- |
| 217  | 213  | 204  | 245  | 255  | 158  | 179  |